# Sofosbuvir/daclatasvir
Daclatasvir/sofosbuvir là sự kết hợp hai loại thuốc để điều trị viêm gan C.  Nó được dùng dưới dạng một viên thuốc hàng ngày có chứa daclatasvir, chất ức chế NS5A của virus và sofosbuvir, một chất ức chế nucleotide của RNA polymerase của virus.

## Xã hội và văn hoá
Daclatasvir/sofosbuvir được phát triển bởi một công ty dược phẩm Bangladesh Beacon Enterprises Limited và được chấp thuận bởi Tổng cục Quản lý Dược, Bộ Y tế và Phúc lợi Gia đình, Cộng hòa Nhân dân Bangladesh. 

Sự kết hợp tương tự được sản xuất bởi một công ty Iran dưới tên thương mại là Sovodak. Sự kết hợp bao gồm 400   mg sofosbuvir và 60   mg daclatasvir và đã được sử dụng trong các thử nghiệm lâm sàng từ năm 2015. Sovodak đã được Cục Quản lý Thực phẩm và Dược phẩm Iran phê duyệt vào tháng 10 năm 2015  và hiện đang được bán ở Iran dưới dạng lựa chọn điều trị cho tất cả các kiểu gen của viêm gan C theo khuyến nghị của hướng dẫn quốc gia Iran trong điều trị viêm gan C.